# Panettone

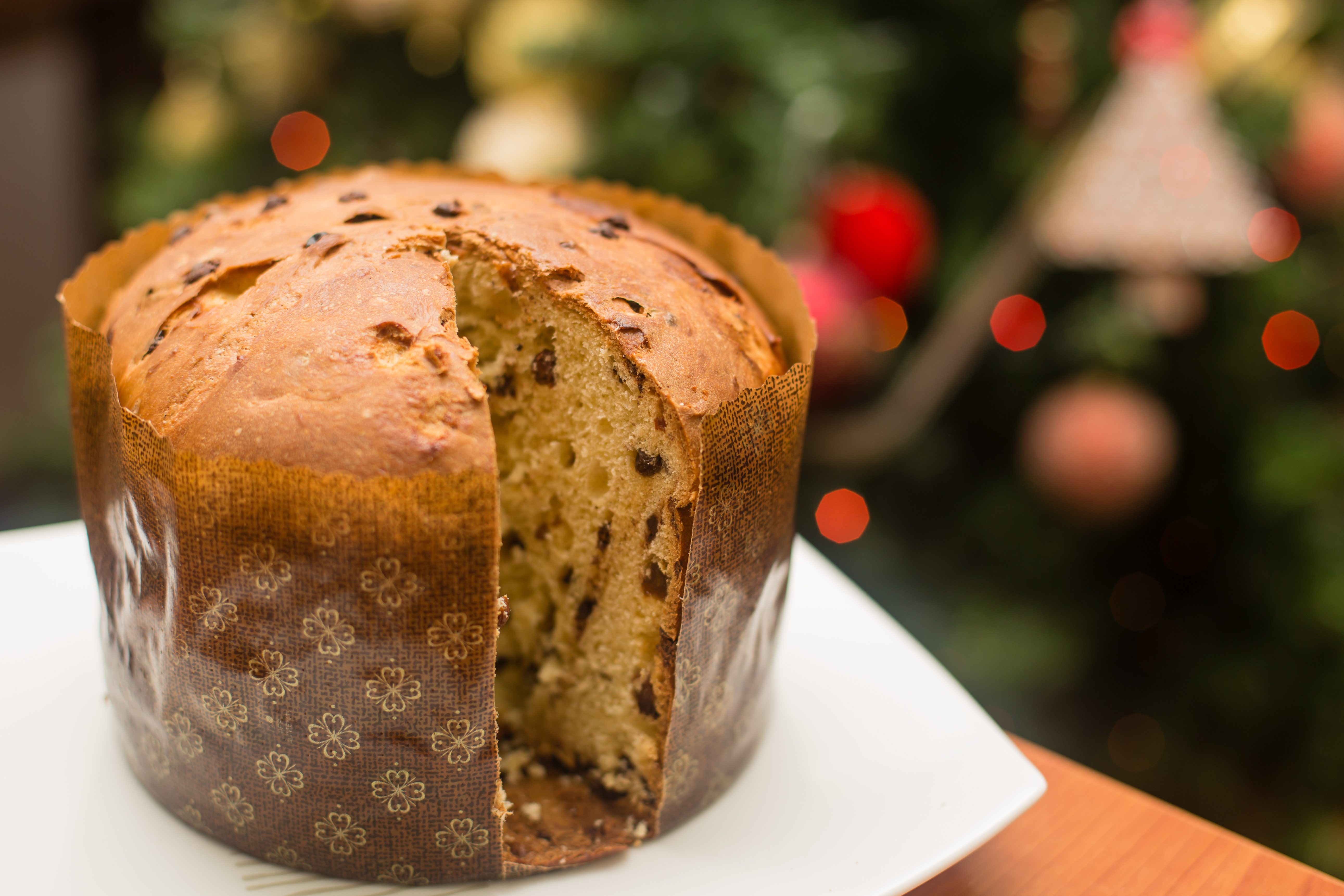
Panettone

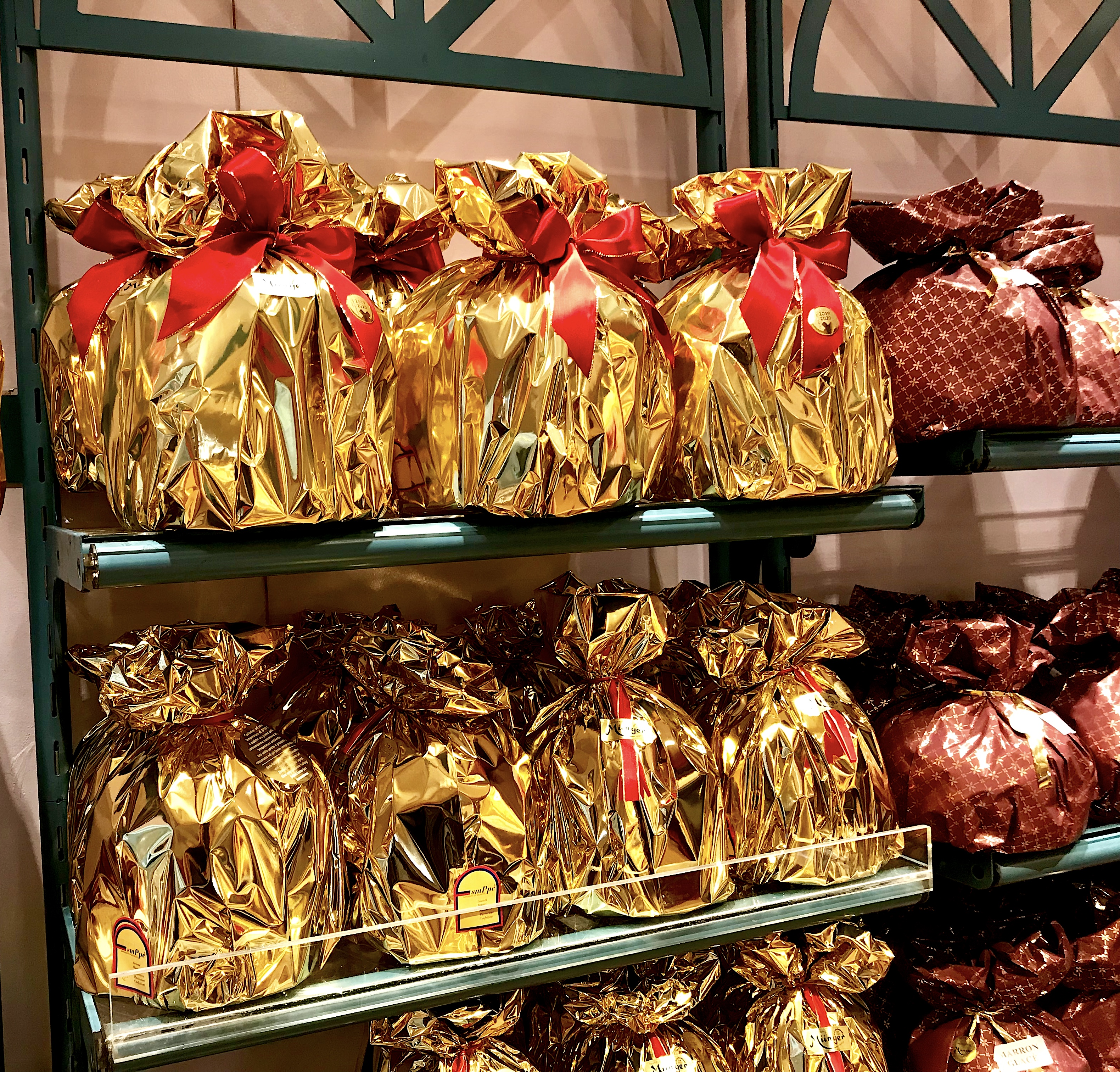
Geschenkverpackungen

Panettone (lombardisch: panadùn) ist eine traditionelle Mailänder feine Backware, die vorwiegend in der Weihnachtszeit verzehrt wird. Die Produktspezifikation und die Herstellung sind durch eine offizielle Beschreibung festgelegt (Disciplinare di produzione del „Panettone tipico della tradizione artigiana Milanese“).
„Panettone“ ist eine eingetragene Marke der Handelskammer Mailand.

## Zutaten
Für die Herstellung des traditionellen Panettones sind ausschließlich folgende Zutaten erlaubt: Wasser, Mehl, Zucker, Frischei, pasteurisierte Eiprodukte, Milch, Kondensmilch, Joghurt, Kakaobutter, Butter, Sultaninen, Orangeat und Zitronat (Mindestmaß der Stücke 8 × 8 mm), Salz. Weitere mögliche Zutaten sind Honig, Malz und Malzextrakt, Vanille, natürliche Aromen oder naturidentische Aromen. Andere Zutaten sind ausdrücklich ausgeschlossen: Konservierungsstoffe, Sojalecithin oder Farbstoffe.

## Herstellung
Panettone wird traditionell aus Weizensauerteig mit langer Gärzeit hergestellt, wodurch er sein typisches Aroma erhält. Der Teig ist weich, aber noch knetbar, enthält kandierte Früchte und Rosinen, und wird traditionell in speziellen Papiermanschetten gebacken, wodurch der Kuchen eine Kuppelgestalt von etwa 20 Zentimeter Höhe bekommt. Er wird in Sektoren serviert, dazu gibt es heiße, süße Getränke oder süßen Wein wie zum Beispiel Spumante oder Moscato.
Die bekanntesten Hersteller von industriell gefertigtem Panettone sind Motta, Bauli, Paluani, Alemagna und Le Tre Marie. Daneben gibt es in ganz Norditalien viele Bäckereien, die in der Vorweihnachtszeit den Panettone auf traditionelle Weise herstellen.
Panettone ist überdurchschnittlich lange haltbar. Das Mindesthaltbarkeitsdatum wird oft mit sechs Wochen angegeben.

## Geschichte
Obgleich süßes Brot zu Weihnachten bereits seit Jahrhunderten gebacken wurde, so war es erst der Mailänder Bäcker Angelo Motta, der im Jahre 1919 auf die Idee kam, dem damals in seiner Heimatstadt weitverbreiteten, flachen und sehr kompakten Fladen namens Panettone („großes Brot“) mit Sauerteighefen zu mehr Volumen zu verhelfen und es mit kandierten Früchten anzureichern.
Wenngleich der industrielle Panettone in seiner heutigen Form bereits in der Zwischenkriegszeit entstand, so gelang ihm der tatsächliche Durchbruch erst nach dem Zweiten Weltkrieg. Erst im Laufe der 1990er-Jahre haben etliche kleinere Pasticcerie überhaupt damit begonnen, Panettoni auf handwerkliche Art zu backen.

## In anderen Ländern
Unter dem Namen Panetón findet man diese Backware auch in Peru als typischen Weihnachtskuchen. Zur Weihnachtszeit werden dort ca. 20 Millionen Stück verkauft. Auch in weiteren Ländern der Region wie Bolivien ist Panetón beliebt und ab Ende Oktober in großen Mengen erhältlich. Allerdings folgen nur wenige Anbieter dem Originalrezept.